# Stanley (condado de Barron, Wisconsin)
Stanley es un pueblo ubicado en el condado de Barron en el estado estadounidense de Wisconsin. En el Censo de 2010 tenía una población de 2.546 habitantes y una densidad poblacional de 31,03 personas por km².

## Geografía
Stanley se encuentra ubicado en las coordenadas 45°25′48″N 91°43′29″O / 45.43000, -91.72472. Según la Oficina del Censo de los Estados Unidos, Stanley tiene una superficie total de 82.06 km², de la cual 80.37 km² corresponden a tierra firme y (2.05%) 1.69 km² es agua.

## Demografía
Según el censo de 2010, había 2.546 personas residiendo en Stanley. La densidad de población era de 31,03 hab./km². De los 2.546 habitantes, Stanley estaba compuesto por el 97.88% blancos, el 0.08% eran afroamericanos, el 0.2% eran amerindios, el 0.67% eran asiáticos, el 0% eran isleños del Pacífico, el 0.24% eran de otras razas y el 0.94% pertenecían a dos o más razas. Del total de la población el 0.86% eran hispanos o latinos de cualquier raza.